# Radepont
Radepont è un comune francese di 758 abitanti situato nel dipartimento dell'Eure nella regione della Normandia.
Nel comune sorge l'abbazia di Notre-Dame de Fontaine-Guérard, fondata nel 1185, sede monastica cistercense femminile fino al 1790 ed oggi monumento storico francese.

## Società

### Evoluzione demografica
Abitanti censiti

## Galleria d'immagini

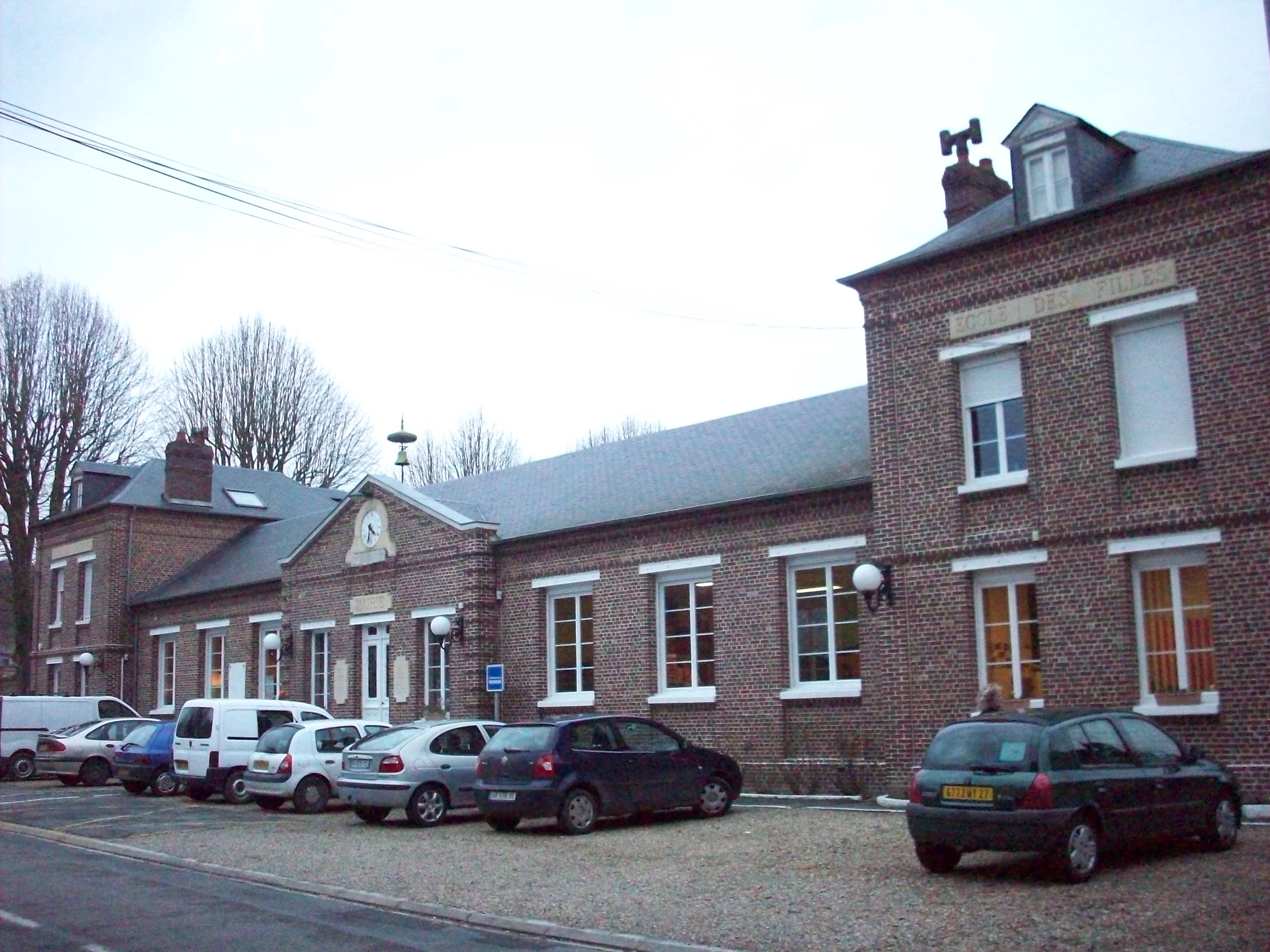
municipio
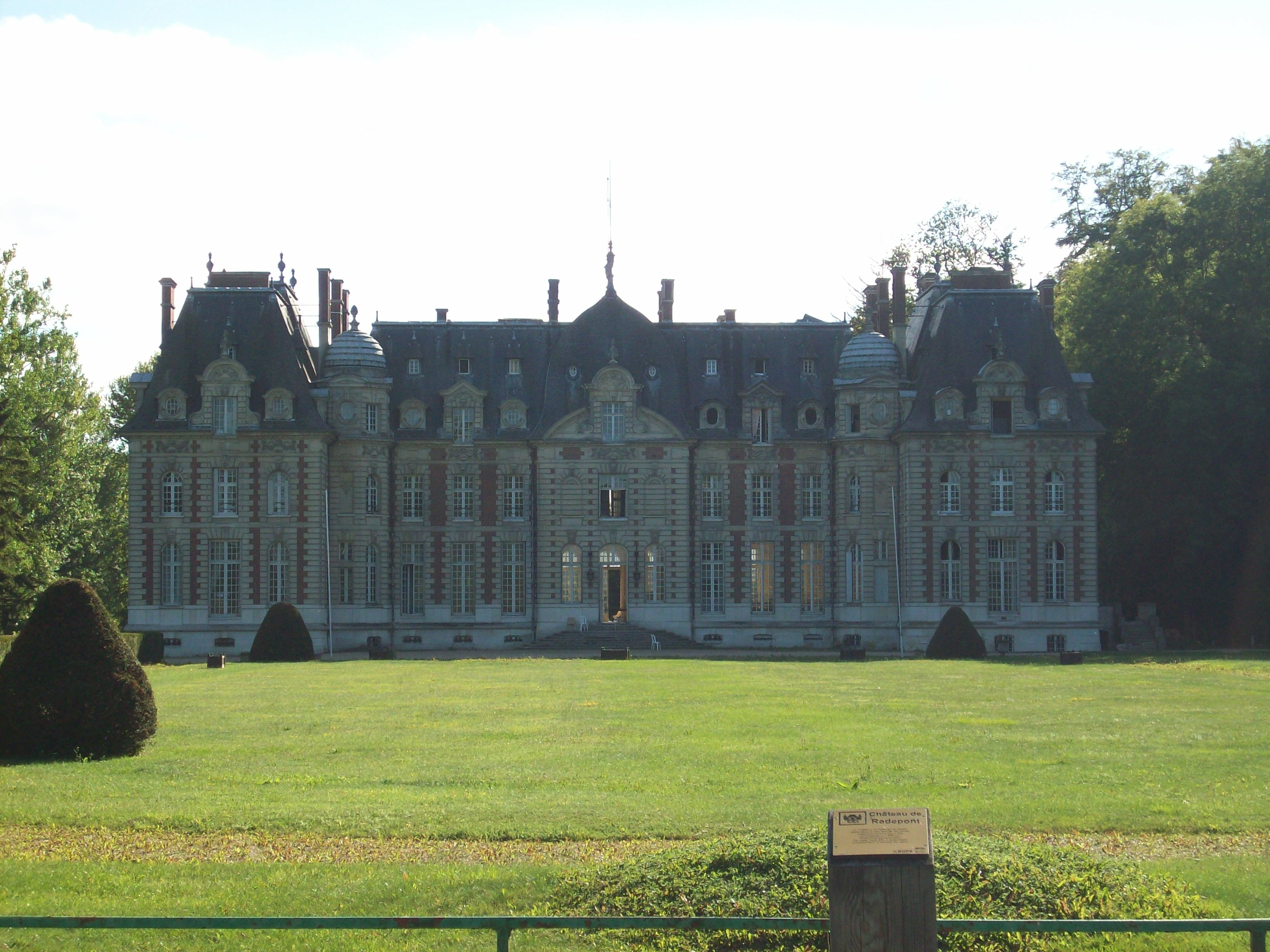
castello
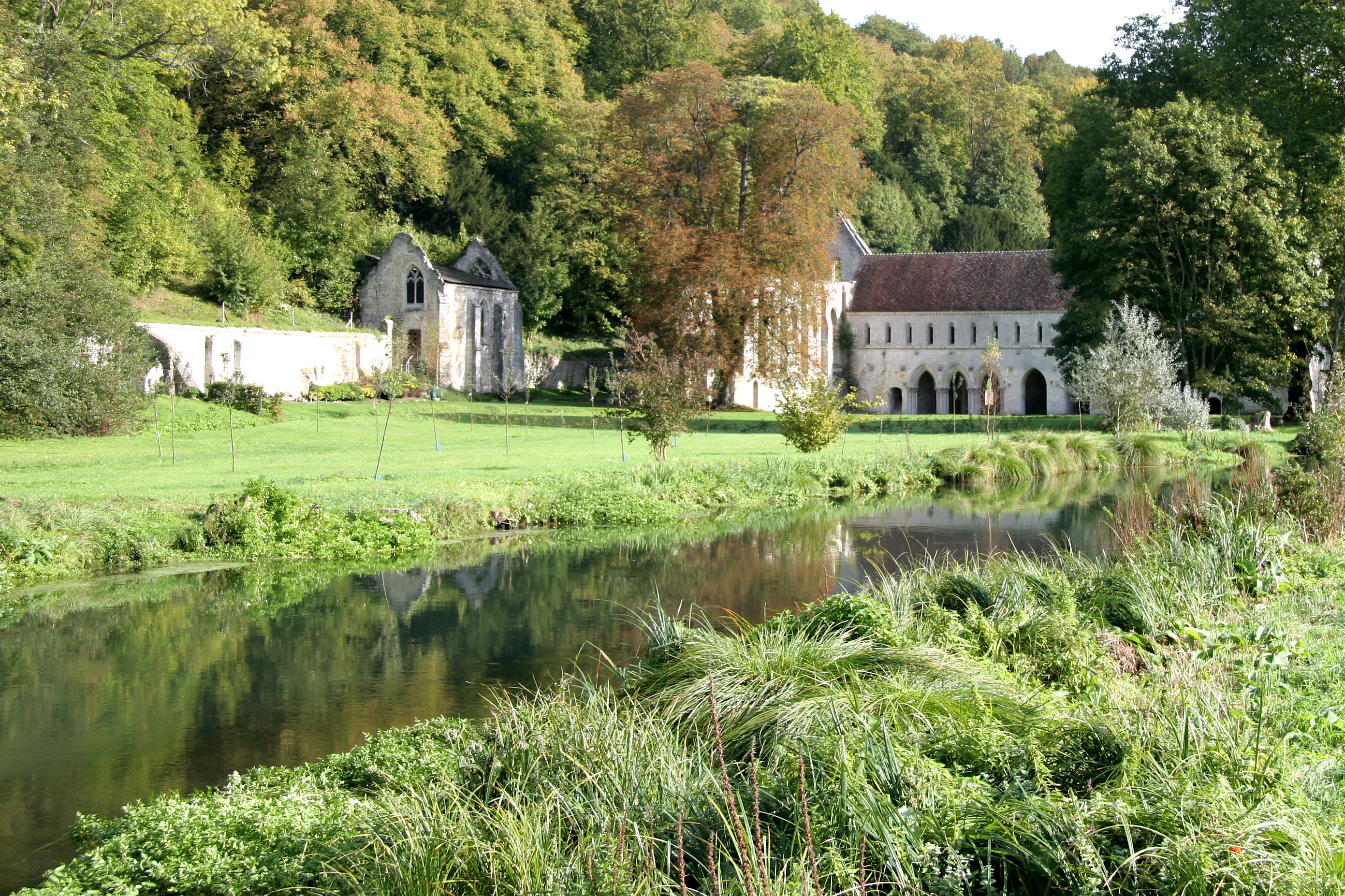
abbazia di Notre-Dame de Fontaine-Guérard
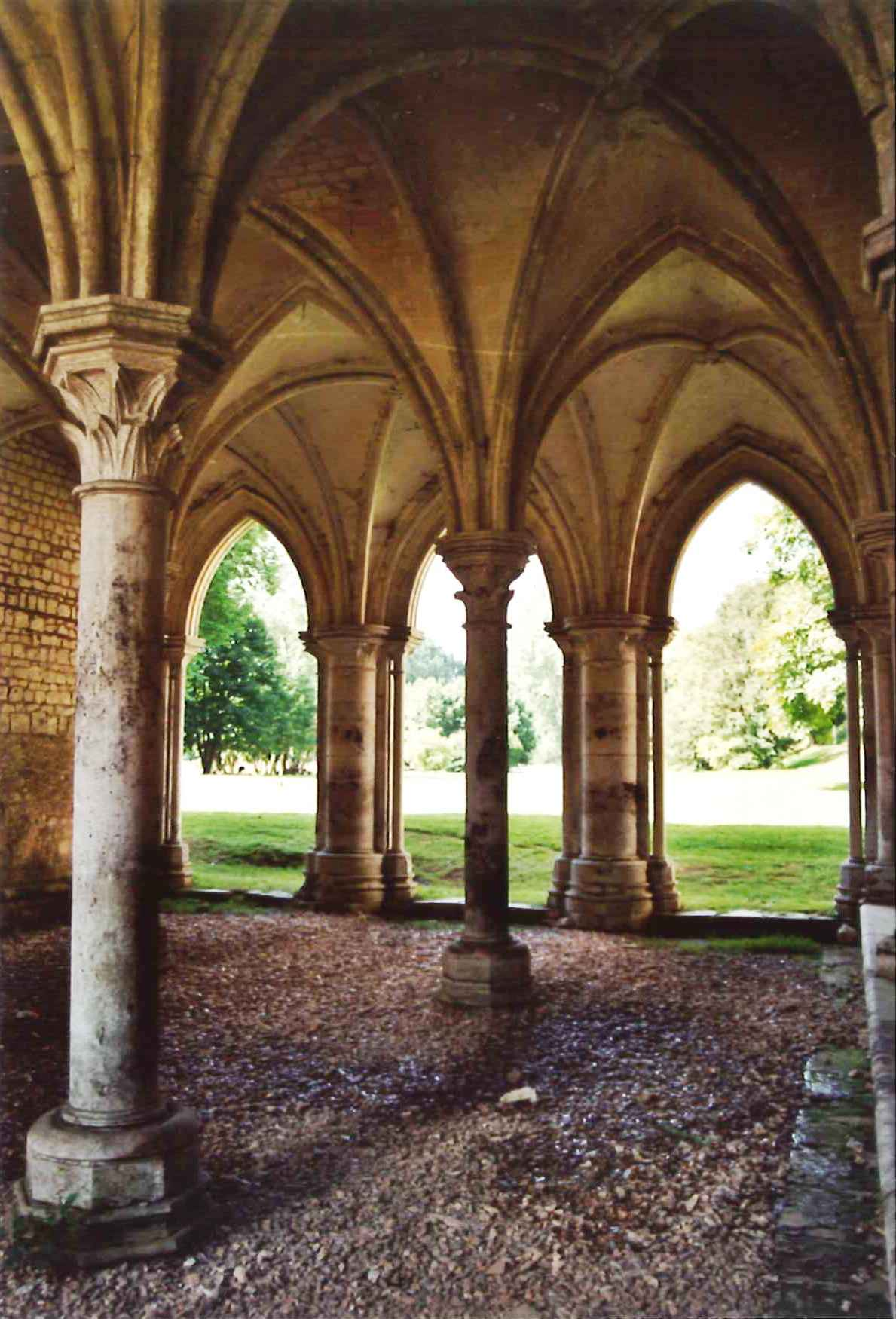
Sala capitolare dell'abbazia